# راوهنبراخ
راوهنبراخ (به آلمانی: Rauhenebrach) یک شهر در آلمان است که در هاسبرگه واقع شده‌است.